# کارولین ماس
 کارولین ماس (انگلیسی: Caroline Maes؛ زاده ۹ نوامبر ۱۹۸۲) یک تنیس‌باز اهل بلژیک است.